# Vilarinho das Cambas
Vilarinho das Cambas es una freguesia portuguesa del concelho de Vila Nova de Famalicão, con 9,50 km² de superficie y 1.319 habitantes (2001). Su densidad de población es de 138,8 hab/km².